# سات‌رع ان
| ra | G39 | t |

| ra | G39 | t |

سات‌رع ان (انگلیسی: Sitre In) یا سات‌رع انیت (انگلیسی: Sitre Inet) که در دره پادشاهان دفن شده، دایهٔ حتشپسوت بود. مجسمه‌ای به اندازه واقعی از او که حتشپسوت را در دست دارد و مسئولیت او را روی استراکون بارها تکرار کرده، اکنون در وین نگهداری می‌شود. اگرچه عضوی از خانواده سلطنتی نبود، اما افتخار دفن در قبرستان سلطنتی را یافت. تابوت او دارای کتیبه‌ای است که او را به عنوان «دایه بزرگ سلطنتی، ان» معرفی می‌کند.